# 薄叶碎米蕨
薄叶碎米蕨（学名：Cheilanthes tenuifolia）为凤尾蕨科碎米蕨属下的一个种。生长在溪旁、田边或林下石上，海拔50-1000米。分布于热带亚洲各地，以及波利尼西亚、澳大利亚（塔斯马尼亚）等地。